# 21481 Johnwarren
21481 Johnwarren este un asteroid din centura principală de asteroizi.

## Descriere
21481 Johnwarren este un asteroid din centura principală de asteroizi. A fost descoperit pe 23 aprilie 1998 la Socorro, New Mexico, în cadrul proiectului LINEAR. Asteroidul prezintă o orbită caracterizată de o semiaxă mare de 2,36 ua, o excentricitate de 0,06 și o înclinație de 6,3° în raport cu ecliptica.